# Dražen Kutleša
Dražen Kutleša (Tomislavgrad, 25. rujna 1968.) prelat je Katoličke Crkve i zagrebački nadbiskup metropolit. Prethodno je obnašao službe biskupa porečkog i pulskog (2012. – 2020.) i nadbiskupa metropolita splitsko-makarskog (2022. – 2023.).
Od listopada 2022. obnaša službu predsjednika Hrvatske biskupske konferencije.
Govori talijanski, njemački i engleski jezik.

## Životopis

### Djetinjstvo i školovanje
Rođen je u Tomislavgradu 25. rujna 1968. u obitelji Kreše Kutleše i Danice rođ. Ćurić. Poslije završene osnovne škole u Prisoju (1975. – 1983.) boravi u sjemeništu i završava Klasičnu gimnaziju Ruđer Bošković u Dubrovniku 1987. godine. Zatim upisuje filozofsko-teološki studij na Vrhbosanskoj visokoj teološkoj školi u Sarajevu koji završava 1993. godine. Godine 1994. postao je bakalaureat pri Teološkom fakultetu u Zagrebu. Diplomirao je s radnjom „Od konstitucije 'Romanos Pontifices' (1881.) do dekreta 'Romanis Pontificibus' (1975.)” kod tadašnjega profesora na teologiji mons. Ratka Perića.
Godine 1995. odlazi na poslijediplomski studij kanonskoga prava na Papinskom sveučilištu Urbaniana u Rimu kao stipendist Kongregacije za evangelizaciju naroda i boravkom u misijskom Papinskom Zavodu sv. Petra apostola. Magisterij iz kanonskoga prava postigao je 23. lipnja 1997. s tezom „Odnosi između dijecezanskoga biskupa i redovnika u apostolskoj djelatnosti Biskupije prema Zakoniku kanonskoga prava (kan. 678-683)”. U školskoj godini 1996./97. pohađao je tečaj i položio ispite administrativne prakse na istoimenu studiju pri Kongregaciji za kler.
Doktorsku disertaciju najviše je radio u Mostaru kao službenik na Ordinarijatu, a obranio ju je na Fakultetu kanonskoga prava Sveučilišta Urbanijane 18. lipnja 2001. godine. Moderator mu je bio prof. Vittorio Pio Pinto. Godine 2003. objavio je u Mostaru dio teze na talijanskom: „Trokut: Manja braća franjevci, Dijecezanski biskup i Dijecezanski kler u Mostarsko-duvanjskoj biskupiji od 1881. do 1975. u svjetlu pet najvažnijih dokumenata”.

### Svećeništvo
Za đakona Mostarsko-duvanjske biskupije zaredio ga je biskup Pavao Žanić na Bolu 13. ožujka 1993., a za svećenika u Prisoju 29. lipnja iste godine. Za mladomisničko geslo uzeo je: „Hvalit ću te, Gospodine Bože moj, svim srcem svojim, slavit ću ime tvoje dovijeka” (Ps 86,12). Mladu misu slavio je u Prisoju, 25. srpnja 1993. godine.
Od 1993. do 1995. bio je župni vikar u mostarskoj katedrali i katehist u mostarskoj gimnaziji. Završivši studij u Rimu, postavljen je za vicekancelara 1998. godine na Biskupskom ordinarijatu. Od 2000. godine osobni je tajnik biskupa Ratka Perića. Istodobno je kao župni upravitelj rješavao upravna pitanja vezana za župu Grude, koju su uzurpirala trojica franjevaca otpuštena iz franjevačkog reda i suspendirana od svećeničkog djelovanja. Od 2003. do 2006. bio je profesor prava na Teološkom institutu u Mostaru. Također, u biskupiji je bio član zbora konzultora te prezbiterskog vijeća kao i član Komisije Iustitia et pax Biskupske konferencije BiH.
Od 2006. do 2011. djelatnik je Kongregacije za biskupe. Od veljače 2011. suradnik je Kongregacije za bogoštovlje i disciplinu sakramenata u slučajevima podjeljivanja oprosta od tvrde i neizvršene ženidbe.

### Biskupstvo
Dana 17. listopada 2011. papa Benedikt XVI. imenovao ga je biskupom koadjutorom s posebnim ovlastima Porečke i pulske biskupije. Za biskupa je posvećen 10. prosinca 2011. u Eufrazijevoj bazilici u Poreču. Glavni zareditelj je bio kardinal Marc Ouellet prefekt Kongregacije za biskupe, a suzareditelji msgr. Ivan Milovan, biskup porečki i pulski i msgr. Ratko Perić, biskup mostarsko-duvanjski i trajni apostolski upravitelj trebinjsko-mrkanski. Dana 14. lipnja 2012. ustoličen je za biskupa Porečke i Pulske biskupije.
Nadbiskupom koadjutorom Splitsko-makarske nadbiskupije postao je 11. srpnja 2020. godine. Dana 3. rujna iste godine imenovan je apostolskim upraviteljem Porečke i Pulske biskupije. Nakon što je papa Franjo 13. svibnja 2022. prihvatio odreknuće od službe nadbiskupa Marina Barišića, mons. Kutleša ga je naslijedio kao novi splitsko-makarski nadbiskup i metropolit.
Tiskovni ured Svete Stolice, objavio je 13. srpnja 2022., odluku pape Franje, kojom je Kutleša imenovan članom Dikasterija za biskupe. U tijelima Hrvatske biskupske konferencije vršio je sljedeće službe: član stalnog vijeća, predsjednik pravne komisije i predsjednik biskupske komisije za odnose s državom. Na 65. plenarnom zasjedanju Sabora Hrvatske biskupske konferencije, 18. listopada 2022., izabran je za predsjednika HBK.

### Zagrebački nadbiskup
Dana 14. veljače 2023. imenovan je zagrebačkim nadbiskupom koadjutorom.
Dana 15. travnja 2023. godine imenovan je za nadbiskupa metropolita zagrebačke nadbiskupije i metropolije.
Na blagdan sv. Katarine Sijenske 29. travnja 2023. u Bogoslužnomu prostoru bl. Alojzija Stepinca na Kaptolu preuzeo je službu zagrebačkoga nadbiskupa. Bulu imenovanja pape Franje pročitao je apostolski nuncij msgr. Giorgio Lingua, nakon čega je kardinal Josip Bozanić msgr. Kutleši predao biskupski štap.

## Spisateljska djelatnost
- „Ogledalo pravde – Biskupski ordinarijat Mostar o navodnim ukazanjima i porukama u Međugorju”, Biskupski ordinarijat Mostar (2001.) (prir. don Dražen Kutleša)

Od 2004. do 2011. u mjesečniku Crkva na kamenu uređivao je rubriku „Pravni odgovori i savjeti”.

### Novinski članci
- Mons. Dražen Kutleša novi predsjednik Hrvatske biskupske konferencije. Informativna katolička agencija. Pristupljeno 14. veljače 2023.
- Kratak životopis biskupa koadjutora Dražena Kutleše. KTA BK BiH. Pristupljeno 14. veljače 2023.
- Mons. Kutleša imenovan apostolskim upraviteljem Porečke i Pulske biskupije. Tiskovni ured HBK. Pristupljeno 14. veljače 2023.
- Životopis splitsko-makarskog nadbiskupa Dražena Kutleše. Informativna katolička agencija. Pristupljeno 14. veljače 2023.
- Životopis zagrebačkog nadbiskupa koadjutora Dražena Kutleše. Informativna katolička agencija. Pristupljeno 14. veljače 2023.

### Mrežna sjedišta
- Archbishop Dražen Kutleša. Catholic-Hierarchy.org. Pristupljeno 14. veljače 2023.
- Mons. Dražen Kutleša preuzeo službu zagrebačkog nadbiskupa. zg-nadbiskupija.hr. Zagrebačka nadbiskupija. 29. travnja 2023. Pristupljeno 29. travnja 2023.
- Rinunce e nomine (Odrješenja i imenovanja), 13. srpnja 2022. vatican.va (talijanski). Tiskovni ured Svete Stolice. Pristupljeno 14. veljače 2023.

## Vanjske poveznice
|  | Wikizvor ima izvorni tekst Autor:Dražen Kutleša |

| Titule u Katoličkoj Crkvi | Titule u Katoličkoj Crkvi                 | Titule u Katoličkoj Crkvi |
| ------------------------- | ----------------------------------------- | ------------------------- |
| prethodnik Ivan Milovan   | porečki i pulski biskup 2012. – 2023.     | nasljednik Ivan Štironja  |
| prethodnik Marin Barišić  | splitsko-makarski nadbiskup 2022. – 2023. | nasljednik Zdenko Križić  |
| prethodnik Josip Bozanić  | zagrebački nadbiskup 2023. –              | nasljednik                |